# Ficus Ruminalis
Ficus Ruminalis (”Ruminas fikonträd”) avser ett fikonträd, vilket växte vid Lupercal på Palatinens sydvästra sluttning i antikens Rom. Ruminalis kommer av Rumina som var digivningens gudinna. Enligt legenden diade Romulus och Remus den Kapitolinska varginnan under detta träd.
Enligt traditionen ska auguren Attus Navius under Tarquinius Priscus regeringstid (616–578 f.Kr.) ha flyttat trädet från dess ursprungliga plats till Comitium. Detta har dock vederlagts och det handlar istället om ett annat träd, Ficus Navia. Ovidius (död år 17 e.Kr.) vittnar om att det under hans tid endast fanns spår kvar av Ficus Ruminalis, det vill säga en stubbe.

## Bilder
| - Denarius med Roma och på andra sidan Romulus och Remus diande varginnan under Ficus Ruminalis; i trädet sitter en fågel. |